# Nu jij hier niet meer bent
Nu jij hier niet meer bent is een lied van de Nederlandse zanger André Hazes. Het werd in 1996 als single uitgebracht en stond in 1994 als negentiende track en als nieuw nummer op de tweede cd van het verzamelalbum Al 15 jaar gewoon André.

## Achtergrond
Nu jij hier niet meer bent is geschreven door Lucio Dalla en André Hazes en geproduceerd door John van de Ven en Jacques Verburgt. Het is cover van Caruso van Lucio Dalla uit 1986 en past in het genre levenslied. In het lied zingt Hazes over een relatiebreuk en het daaropvolgende liefdesverdriet. Het nummer werd op single uitgebracht met twee nummers op de B-kant; Geef mij 'n teken en Wie ben jij. 
In 2021 coverden Yves Berendse en Joel Borelli het nummer, waarbij ze het samenvoegden met het origineel en dus in zowel in het Nederlands als het Italiaans zongen. Er was voor deze versie geen succes in de hitlijsten.

## Hitnoteringen
Hazes had bescheiden succes met het lied in Nederland. Het kwam tot de 46e plaats van de Nationale Top 100 en stond drie weken in deze hitlijst. De Nederlandse Top 40 werd niet bereikt; het kwam hier tot de zevende plaats van de Tipparade. 